# Scopula atricapilla
Scopula atricapilla là một loài bướm đêm trong họ Geometridae.